# Camille (cantante)
Camille Dalmais (París, 10 de marzo de 1978), de nombre artístico Camille, es una cantautora, compositora y actriz francesa.

## Biografía
Es hija de una profesora y de un músico, estudió el liceo Henri-IV de París, donde obtuvo una licenciatura en Letras. Camille creció mientras aprendía inglés hablando con su madre. Hizo su primera canción con 16 años, «Un homme déserté», mientras estaba en una boda. A principios de los años 2000, mientras actuaba en locales de jazz en París, hizo su debut cinematográfico en la película Les morsures de l'aube, de Antoine de Caunes; también colaboró con la canción «La vie la nuit» en la banda sonora de dicha película.
A comienzos de 2002 Camille firma un contrato con la compañía Virgin Records. Su primer disco de estudio, titulado Le sac des filles, es publicado el mismo año. En 2004 colabora con Marc Collin participando en cuatro canciones del primer disco de su banda Nouvelle Vague.
En 2005 aparece Le fil, el segundo disco de Camille, producido en colaboración por MaJiker. Este disco de concepto vanguardista está construido sobre un hilo (fil, en francés): una sola nota (un si natural) mantenida desde el principio del disco hasta el final. Todas las canciones están construidas sobre la exploración de la voz, con solo un contrabajo y teclado de acompañamiento. Rápidamente se convirtió en disco de oro. La canción «Pâle septembre» parece que hace referencia a los atentados del 11 de septiembre de 2001. Doce meses después de la salida del disco se habían vendido casi 500.000 copias. Se le otorgó el premio Constantin y dos premios Victoires de la musique. En 2006 aparece un disco en vivo titulado Live au Trianon, grabado entre los días 17 y 18 de octubre de 2005.
En junio de 2007 Camille versiona A Ceremony of Carols de Benjamin Britten en la iglesia de Saint-Eustache, en París. Ese mismo año, también contribuye en la banda sonora de Ratatouille de Pixar con la canción «Le festin».
Music Hole fue publicado el 7 de abril de 2008. El primer sencillo del disco, «Gospel With No Lord», es disponible desde el 11 de febrero de 2008 mediante descarga, junto con otra canción del disco, «Money Note».

## Discografía
- 2002: Le sac des filles
- 2004: Le fil (reeditado a finales del mismo año incluyendo un CD extra con 3 canciones inéditas).
- 2006: Live au Trianon
- 2008: Music Hole
- 2011: Ilo Veyou
- 2017: OUÏ

| Año  | Álbum             | Clasificación de ventas | Clasificación de ventas | Clasificación de ventas | Clasificación de ventas | Certificaciones   |
| Año  | Álbum             | FRA                     | AUS                     | BEL (Val)               | SUI                     | Certificaciones   |
| ---- | ----------------- | ----------------------- | ----------------------- | ----------------------- | ----------------------- | ----------------- |
| 2002 | Le sac des filles | 90                      | —                       | —                       | —                       |                   |
| 2004 | Le fil            | 4                       | 27                      | 22                      | 48                      | - FRA: 2× Platino |
| 2006 | Live au Trianon   | 22                      | —                       | 47                      | 62                      |                   |
| 2008 | Music hole        | 5                       | —                       | 7                       | 25                      |                   |
| 2011 | Ilo Veyou         | 3                       | —                       | 9                       | 24                      | - FRA: Platino    |
| 2013 | Ilo Lympia        | 54                      | —                       | 50                      | —                       |                   |

### Apariciones
| Año  | Canción                              | Artista(s)                                     | Álbum/Single                |
| ---- | ------------------------------------ | ---------------------------------------------- | --------------------------- |
| 2004 | "In a Manner of Speaking"            | Nouvelle Vague                                 | Nouvelle Vague              |
| 2004 | "Guns of Brixton"                    | Nouvelle Vague                                 | Nouvelle Vague              |
| 2004 | "Too Drunk to Fuck"                  | Nouvelle Vague                                 | Nouvelle Vague              |
| 2004 | "Making Plans for Nigel"             | Nouvelle Vague                                 | Nouvelle Vague              |
| 2005 | "Dumb VF"                            | Sébastien Martel                               | Le Pop En Duo               |
| 2005 | "Someone Like You"                   | Étienne de Crécy, Alex Gopher & Julien Delfaud | Fast Track (Vocal Mix)      |
| 2005 | "Si j'avais su"                      | Saïan Supa Crew                                | Hold-up                     |
| 2007 | "Le Festin"                          | Michael Giacchino                              | Banda sonora de Ratatouille |
| 2009 | "Alliance"                           | Orchestre national de jazz                     | Around Robert Wyatt         |
| 2009 | "The Pink Piano"                     | MaJiker                                        | Body-Piano-Machine          |
| 2009 | "Metropolitain"                      | Kyle Eastwood                                  | Metropolitain               |
| 2010 | "Pretty Face"                        | David Byrne & Fatboy Slim                      | Here Lies Love              |
| 2010 | "Putain, Putain"                     | Nouvelle Vague                                 | Couleurs Sur Paris          |
| 2011 | "Nicole"                             | Les Petroleuses                                | The Singers                 |
| 2011 | "Debout"                             | Jérôme Van Den Hole                            | Jérôme Van Den Hole         |
| 2012 | "Mary Gus And Celia" (coros)         | Emily Loizeau                                  | Mothers & Tygers            |
| 2013 | "L'amie d'un italien (Rainbows)"     | Raphael Gualazzi                               | Happy Mistake               |
| 2013 | "La Folie"                           | Maxime Le Forestier                            | Le Cadeau                   |
| 2014 | "Quand C'est Non, C'est Non" (coros) | Jeanne Cherhal                                 | Histoire De J.              |

## Premios
- 2005: Prix Constantin por su disco Le Fil.
- 2006: Mejor Artista Revelación del Año y Mejor Disco Revelación del Año en las Victoires de la musique.